# Ufsøy
Ufsøy (sinngemäß aus dem Norwegischen übersetzt Klippeninsel, englisch Ufs Island) ist eine 3 km breite und felsige Insel vor der Küste des ostantarktischen Mac-Robertson-Lands. Sie liegt im östlichen Teil der Howard Bay.
Teilnehmer der British Australian and New Zealand Antarctic Research Expedition (1929–1931) unter der Leitung des australischen Polarforschers Douglas Mawson entdeckten im Februar 1931 Kap Simpson am nördlichen Ende der Insel. Norwegische Kartografen, die auch die deskriptive Benennung vornahmen, entdeckten bei der Auswertung von Luftaufnahmen, die bei der Lars-Christensen-Expedition 1936/37 entstanden, dass es sich um eine Insel handelt.